# 72060 Hohhot
72060 Hohhot è un asteroide della fascia principale. Scoperto nel 2000, presenta un'orbita caratterizzata da un semiasse maggiore pari a 2,4219041 UA e da un'eccentricità di 0,1361441, inclinata di 2,32087° rispetto all'eclittica.